# 罗殿
罗殿，又作罗甸，是漢文文獻中記載的一個彝族國家。罗殿之名，有学者认为可理解为“罗苏建立的政权”或“罗苏占有的地方。”因为贵州彝族多自称“罗苏”。显然“罗殿”之名，是汉人根据彝语给予的他称，彝族自己则称“播勒大革”。
羅殿之人屬於東爨烏蠻，是漢朝時期昆明夷的後代。該國崇奉畢摩巫術，故而其首領自稱大鬼主。羅殿的記載最早出現於唐代。《新唐書》記載「開成元年，鬼主阿珮內屬。」《唐书》、《通典》又记载：「武宗会昌二年（公元842年），封阿佩为罗甸王，又封其别帅为滇王，后改普宁王。」
唐代的羅甸國在五代時期分裂為數個小國，宋代的羅殿只是其中的一個小國而已。根據南宋時期范成大《桂海虞衡志》的記載，羅殿位於昔日南詔的地界之內，在融州、宜州以西，邕州以北，有自己的文字。顧祖禹《讀史方輿紀要》稱「羅殿國王居普里」，據此推測羅殿國的統治中心在今日貴州省安順市普定縣境內。不過，也有學者認為羅殿與羅氏鬼國是不同的部族，這兩國之間的關係晦暗不明，在學術界眾說紛紜。羅殿與羅氏鬼國輪流領導烏蠻各部落，羅殿强大時以羅殿為大鬼主，羅氏鬼國强大時以羅氏鬼國為大鬼主，互相競爭和融合。
南宋時期，宋朝在邕州設立買馬司，羅甸、自杞、特磨等國每年都從大理國買馬，然後販賣給宋朝。元世祖在位時，羅殿首領羅阿資與八番各首領內附元朝，被任命為羅番遏蠻軍安撫司安撫使、領於八番羅甸宣慰司，後分為八番、羅甸兩個宣慰司，八番并入順元，羅甸改隸雲南行省。明末奢安之亂時，安邦彥起兵反明，曾自稱羅甸王。

## 扩展閲讀
- 王燕玉. . 贵州社会科学. 1984, (1). （原始内容存档于2019-05-06）.
- 李正亭; 孔令琼. . 阿坝师范高等专科学校学报. 2008年9月, 25 (3). （原始内容存档于2019-12-23）.